# ロドコッカス・エリスロポリス
ロドコッカス・エリスロポリス（Rhodococcus erythropolis）とは、ロドコッカス属のグラム陽性細菌の一種である。

## 命名
Rhodococcus erythropolisはもともと、1928年にグレイ[ 英: Gray（英語版） ]とソーントン[ 英: Thornton（英語版） ]によりMycobacterium erythropolisと名づけられた。その後、Nocardia erythropolisと命名され直されたあと、分子生物学的分類法に従いロドコッカス属に再分類されてRhodococcus erythropolisとなっている。「erythropolis」はギリシャ語で「赤い都市」を意味し、条件によってコロニーが橙色または赤色を呈することに由来する。

## 分布
R. erythropolisは一般的に土壌に分布している。PR4株は、南太平洋（沖縄南部）の深さ1000 mから単離されており、R. erythropolisは海中にも存在する。R. erythropolisは健康なヒトの眼の表面(結膜)からも検出される。健康な人間における他の部位(皮膚、糞便細菌叢など)での発見報告はない。

## 特徴

### 形態学的特徴
R. erythropolisは偏性好気性のグラム陽性桿菌である。R. erythropolisの形態形成サイクルは基本的に分岐→桿菌→球菌である。ノカルディア属(Nocardia属)と同様、細胞壁がミコール酸を含有するため菌体は抗酸性を示す。
ピラジナミダーゼ、アルカリホスファターゼ、α-グルコシダーゼ、エスクリン、ウレアーゼおよびカタラーゼの試験に陽性である。対して、硝酸塩、ピロリドニルアリールアミダーゼ、β-グルクロニダーゼ、β-ガラクトシダーゼ、N-アセチル-β-グルコサミニダーゼ、ゼラチナーゼおよび炭水化物発酵試験に陰性である。
グルコース、グリセロール、ソルビトール、スクロースおよびトレハロースから酸を生成する。対して、アドニトール、アラビノース、セロビオース、ガラクトース、グリコーゲン、イヌリン、メレジトース、ラムノースおよびキシロースからは生成しない。マルトース、マンニトール、グリセロール、ソルビトール、アジピン酸ナトリウム、クエン酸ナトリウム、グルコン酸ナトリウム、ブタン-2,3-ジオール、セバシン酸、シトラコン酸、D-マンデル酸およびL-アスパラギンを唯一の炭素源として増殖することができる；この点で同じロドコッカス属であるR. equiと異なる。
ロドコッカス属のコロニーの外観は条件によって変化する。LB寒天培地上と5%ヒツジ血液寒天培地上では白色の滑らかなコロニーを形成するが、グルコース・酵母エキス寒天培地上とソートン寒天培地上では橙色または赤色の粗いコロニーを形成する。この外観の可変性のために、臨床検査で利用されている表現型試験では他のロドコッカス属種と断定的に区別することはできない。したがって、種の同定においては分子生物学的方法を用いなければならない。

### 遺伝学的特徴
アルカン分解株であるRhodococcus erythropolis PR4は1本の環状染色体（ゲノムサイズ：6,516,310 bp；GC含量：62.31%）、1つの線形プラスミド(pREL1、ゲノムサイズ：271,577 bp；GC含量：61.9%)と2つの環状プラスミド(pREC1、ゲノムサイズ：104,014 bp、GC含量：63.0%；pREC2、ゲノムサイズ：3,637 bp、GC含量：62.2%)を持つ。これらプラスミドの全ては他のロドコッカス属菌株と類似の配列を多数持つ。染色体、pREL1、pREC1、pREC2のオープンリーディングフレーム(ORF)の数はそれぞれ6,437個、298個、102個、3個と予測されている。pREL1とpREC1によってコードされる酵素は共同して機能し、アルカンの効率的な無機化を可能にする。
pREL1には、BD2株のpBD2との相同領域がいくつかある。 例えば、pREL1とpBD2には、共通する金属耐性遺伝子がある。一方で、pREL1は、pBD2上にないアルカン分解酵素(アルカンヒドロキシラーゼ)の遺伝子をコードしている。この酵素は、BD2株はおろか、他の生物のものとは全く異なる酵素成分をいくつか有する。このアルカンヒドロキシラーゼはシトクロムP450モノオキシゲナーゼ、2Fe-2Sフェレドキシン、フェレドキシン還元酵素の各1個から成る。フェレドキシン還元酵素のアミノ酸配列はAlkT（ルブレドキシンレダクターゼ）のものと類似している。亜鉛含有アルコールデヒドロゲナーゼはアルカノールおよび、アルカンヒドロキシラーゼによって生成されるアルカン酸化生成物を酸化する。
pREC1は、R. equiの病原性プラスミドであるpREAT701と部分的に類似した配列を持つ。 pREC1はpREAT701の病原性遺伝子を持たず、脂肪酸のβ酸化のための遺伝子をコードする。

## バイオレメディエーションへの利用
Rhodococcus erythropolisのいくつかの株は、鉱油の分解を目的としたバイオレメディエーションに有用である。有機溶媒に対する耐性を有しており、また、酸化、脱水素、エポキシ化、加水分解、ヒドロキシル化、脱ハロゲン化、脱硫を行う酵素を持つ。石油で汚染された環境中に天然で生育している例が多数報告されている。
PR4株は、炭素数2から8のｎ-アルカン、プリスタン等の分岐アルカン、トルエン等のアルキルベンゼン、塩化ビフェニル類を分解することができる。
炭化水素の分解能に加え、PR4株は有機溶媒に対する耐性を持つ。この耐性は、細胞外多糖(extracellular polysaccharides：EPS)を多量に分泌する性質によるものと考えられている。このEPSとして、PR4株は脂肪酸含有EPS(PR4 FACEPS)とフコイダンを同時に分泌する。浦井らは、RP4 FACEPSは酸性細胞外多糖FR2であると指摘している。

## 病原性
ヒトへの感染は5件報告されている。1)ブラウン[ 英: Brown ]とヘンドラー[ 英: Hendler ]は、持続性自己管理腹膜透析[ 英: continuous ambulatory peritoneal dialysis ]中にR. erythropolisによる腹膜炎が発生したことを報告した。2)ヴェルナッツァ[ 英: Vernazza ]らは、ヒト免疫不全ウイルス(HIV)の治療のために長期間のクラブラニン酸アモキシシリン療法[ 英: amoxicillin -clavulanic acid therapy ]を受けていた患者での播種性皮膚感染を報告した。3)フォン・ベロー[ 英: von Below ]らは、人工レンズの移植後の慢性眼内炎の原因菌としてR. erythropolisを同定した。ベローらは移植レンズを除去し、前部硝子体切除術の施術およびプラスセフォチアムとアミカシンとの同時投与をしなければならなかった。4)Osoagbakaは肺炎患者の痰からR. erythropolisを単離した。5)馬場はR. erythropolisの血流感染を報告した。

### 血流感染
血流感染の最初の発見例は、食道がんの79歳の男性患者でだった。患者は3週間の入院中に38.4℃の発熱をし、血液サンプルからはグラム陽性細菌が検出された。患者にセフォペラゾン-スルバクタムを投与したところ発熱が緩和したが、その後、同抗生物質投与の継続にもかかわらず再発した。最初のグラム陽性細菌の検出から10日後に再び、表現型が一致する細菌が血液サンプルから検出された。治療は第二世代セフェム系抗生物質セフォチアム1 gの1日3度の投与に切り替えられた。患者は発熱の再発をせず、1ヵ月後に退院した。
この患者の血液サンプルから検出されたグラム陽性細菌はR. erythropolisと同定され、プロファイル番号2151004を与えられた。2151004の16S rRNAはR. erythropolis DSM 43188(X80618)のそれと99.4%(1449 bpのDNA断片中、1441 bp)一致した。一方で、R. equi DSM 40307(X80614)と55 bp、R. rhodochrous DSM 43241(X79288)と56 bp、R. fascians DSM 20669(X79186)と42 bp異なった(3菌株とも病原性)。
2151004における抗生物質の最小発育阻止濃度(MIC)は以下のとおりに決定された。ペニシリン、2μg/ ml；セフォチアム、≤1/ ml；セフォペラゾン-スルバクタム、4/ ml；バンコマイシン、0.5/ ml；クリンダマイシン、1μg/ ml；テトラサイクリン、2μg/ ml；ゲンタマイシン、≤1/ ml；リファンピン（リファンピシン）、≤1/ ml。